# Tricyclea flavipennis
Tricyclea flavipennis är en tvåvingeart som först beskrevs av Karsch 1888.  Tricyclea flavipennis ingår i släktet Tricyclea och familjen spyflugor.
Artens utbredningsområde är Tanzania. Inga underarter finns listade i Catalogue of Life.